# Lupa Rome Football Club
Maillots
La Lupa Rome Football Club est un club de football italien qui évolue à Rome. Lors de la saison 2015-2016, le club évolue en Lega Pro (D3).

## Histoire
Le club a été fondé en 1974 et a longtemps été le club de Frascati jusqu'au 12 juin 2013 date à laquelle la société se transfère à Rome (quartier Axa) et modifie son nom qui était Lupa Frascati. L'équipe dispute ses matches à domicile au stade Quinto Ricco d'Aprilia, avec 2 554 places assises.

## Changements de nom
- 1974-1980 : Società Sportiva LVPA Frascati
- 1980-1984 : Unione Polisportiva SIRS Frascati
- 1984-2002 : Associazione Calcio Lupa Frascati
- 2002-2004 : Associazione Sportiva Dilettantistica Frascati Lupa Gioc
- 2004-2006 : Associazione Sportiva Dilettantistica Frascati Calcio
- 2006-2013 : Associazione Sportiva Dilettantistica Lupa Frascati
- 2013-2014 : Associazione Sportiva Dilettantistica Lupa Roma
- 2014- : Lupa Roma Football Club